# Сила випромінення
Енергетична си́ла випромі́нення (також сила випромінення, інтенсивність випромінення, енергетична сила світла) {\displaystyle I_{e}} — одна з енергетичних фотометричних величин, що характеризує потужність, яка переноситься випромінюванням у певному напрямку. Дорівнює відношенню потоку випромінювання, що поширюється від джерела випромінювання всередині малого тілесного кута, до цього тілесного кута:
{\displaystyle I_{e}={\frac {d\Phi _{e}}{d\Omega }}.}
Сила випромінення — кутова густина потоку випромінювання.
Одиницею вимірювання в Міжнародній системі одиниць (SI) є Вт/ср, в системі СГС — ерг/(с·ср).
Еквівалентним терміну «сила випромінення» є термін «енергетична сила світла». Цей термін слід відрізняти від поняття «сила світла», що описує хоча й аналогічну, але не енергетичну, а світлову величину.

## Спектральна густина сили випромінення
Якщо випромінення немонохроматичне, то його в багатьох випадках характеризують диференціальною величиною — спектральною густиною сили випромінення. Спектральна густина сили випромінення являє собою силу випромінення, що припадає на малий одиничний інтервал спектру. Точки спектру при цьому можуть задаватися довжинами хвиль, частотами, енергіями квантів випромінювання, хвильовими числами або будь-яким іншим відповідним способом. Якщо змінною, що визначає положення точок спектра, є деяка величина {\displaystyle x}, то відповідна їй спектральна густина сили випромінення позначається {\displaystyle I_{e,x}(x)} і визначається як відношення величини {\displaystyle dI_{e}(x),} що припадає на малий спектральний інтервал, розташований між {\displaystyle x} і {\displaystyle x+dx,} до ширини цього інтервалу:
{\displaystyle I_{e,x}(x)={\frac {dI_{e}(x)}{dx}}.}
Наприклад, якщо для задання положень точок спектра використовуються довжини хвиль, то для спектральної густини енергії випромінення буде виконуватися:
{\displaystyle I_{e,\lambda }(\lambda )={\frac {dI_{e}(\lambda )}{d\lambda }},}
а за використання частоти —
{\displaystyle I_{e,\nu }(\nu )={\frac {dI_{e}(\nu )}{d\nu }}.}
Слід мати на увазі, що значення спектральної густини сили випромінення в одній і тій самій точці спектра, одержувані за використання різних спектральних координат, в загальному випадку не збігаються. Тобто, наприклад, {\displaystyle I_{e,\nu }(\nu )\neq I_{e,\lambda }(\lambda ).} Неважко показати, що з урахуванням
{\displaystyle I_{e,\nu }(\nu )={\frac {dI_{e}(\nu )}{d\nu }}={\frac {d\lambda }{d\nu }}{\frac {dI_{e}(\lambda )}{d\lambda }}} і {\displaystyle \lambda ={\frac {c}{\nu }}}
правильне співвідношення набуває вигляду:
{\displaystyle I_{e,\nu }(\nu )={\frac {\lambda ^{2}}{c}}I_{e,\lambda }(\lambda ).}
Спектральна густина сили випромінення використовується в розрахунках під час переходу до сили світла.

## Світловий аналог
У системі світлових фотометричних величин аналогом сили випромінення є сила світла {\displaystyle I_{v}}. Стосовно сили випромінення сила світла є зредукованою фотометричною величиною, одержуваною з використанням значень відносної спектральної світлової ефективності монохроматичного випромінення для денного зору {\displaystyle V(\lambda )}:
{\displaystyle I_{v}=K_{m}\cdot \int \limits _{380~nm}^{780~nm}I_{e,\lambda }(\lambda )V(\lambda )d\lambda ,}
де {\displaystyle K_{m}} — максимальна світлова ефективність випромінювання, рівна в системі SI 683 лм/Вт. Її чисельне значення випливає безпосередньо з визначення кандели.